# 賀茂別雷神社

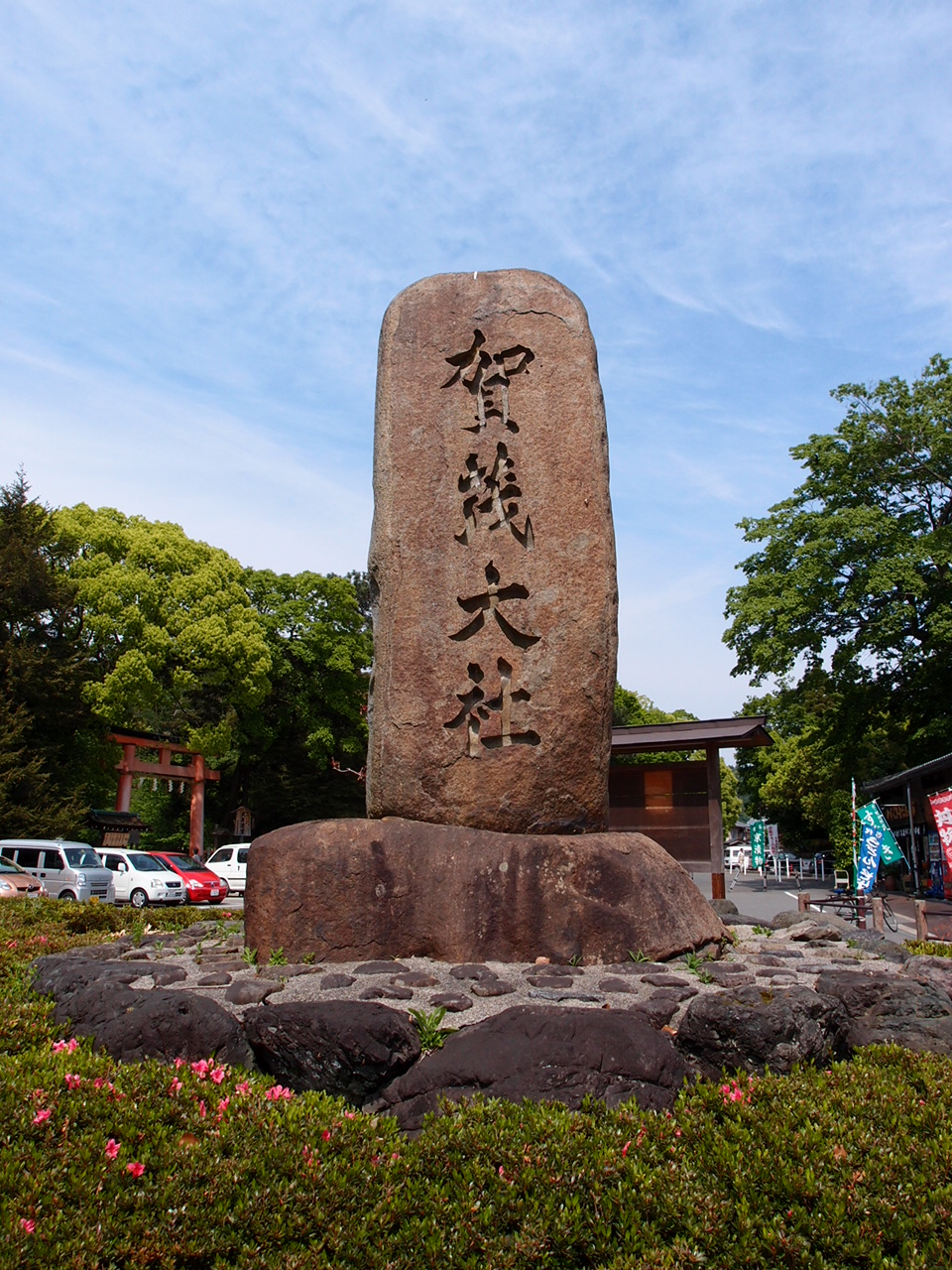
標記著社名的石碑

賀茂別雷神社是一座位於京都市北區的神社，被通稱上賀茂神社。為二十二社之一、式內社（名神大社）、山城國一宮、舊社格為官幣大社（現神社本廳的別表神社）。
賀茂別雷神社是被聯合國科教文組織（UNESCO） 所登入的世界文化遺產之一，是遺產項目古都京都的文化財的其中一部份。而其橋殿（舞殿）被選為日本百名橋。

## 歷史
賀茂神社的建立有多種說法。根據神社的傳說，神武天皇時代，傳說中的神明降臨在位於神山（也稱為賀茂山）麓下的御阿禮所。另外，《山城國土記》的殘篇中記載了另一種說法，稱玉依日売將從加茂川上游流下的丹塗矢放置在地板上後懷孕，而由此誕生的就是賀茂別雷命，而賀茂縣主的一族將其奉齋。丹塗矢據說是乙訓神社的火雷神或大山咋神。玉依日売和她的父親賀茂建角身命被祭祀在下鴨神社。還有記載稱，天武天皇6年（677年）建造了神社的神殿。
據國史記載，文武天皇2年（698年）3月21日，禁止在賀茂祭的日子進行射箭活動。還有其他記錄表明，自天平勝寶2年（750年）起，朝廷對賀茂神社的崇敬日益增加，例如在同年派遣了禦戸代田一町等貢品。
自平安遷都後，賀茂神社作為皇城的守護神社備受崇敬。大同2年（807年），賀茂神社被授予了最高等級的正一位神位，賀茂祭也被定為勅祭。在《延喜式神名帳》中，賀茂神社被列為名神大社，名為“山城國愛宕郡賀茂別雷神社”，記載了其參與名神祭、月次祭、相嗟祭、新嗟祭等各類祭典的貨幣貢品。從弘仁元年（810年）開始，設立了齋戒院，皇女們作為齋王在賀茂神社中奉仕。
在江戶時代的寛永5年（1628年），進行了一次大規模的境內整修。
在近代的官制中，賀茂神社仍是僅次於伊勢神宮的官幣大社，於1883年（明治16年）被定為勅祭社。 1948年（昭和23年）被列入神社本庁的別表神社。
1934年（昭和9年）9月21日，受到室戶颱風的狂風暴雨襲擊，土屋和食殿兩側的牆倒塌。
境內有明神川流經，境內外的南側曾有社家町的遺址。此外，境內外的北側曾有據說齋王在御阿禮祭日進入的神館的遺址以及週邊的御生野，但在太平洋戰爭後，盟軍最高司令部（GHQ）修建了日本戰後第一個新建的高爾夫球場，即現今的京都高爾夫俱樂部·上賀茂球場。然而，神館的遺址和禦生野儘管被納入球場範圍，但仍得以倖存。
1997年（平成9年）5月30日，進行了大規模的境內整修工程。

## 祭事
- 1月16日：武射神事
- 5月5日：競馬會神事（日语：競馬会神事）
- 5月12日：御阿礼神事
- 5月15日：葵祭
- 9月9日：烏相撲
- 11月13日：相嘗祭

## 外部連結
- 上賀茂神社 （页面存档备份，存于）（官方網站）

35°03′37″N 135°45′10″E / 35.06028°N 135.75278°E